# Lea Deutsch
Lea Deutsch (Zagabria, 18 marzo 1927 – Auschwitz, maggio 1943) è stata un'attrice croata, attiva come attrice bambina di teatro tra il 1932 e il 1941 (tra i 5 e i 13 anni d'età). Di origine ebraica, fu vittima dell'Olocausto.

## Biografia
Lea Deutsch nasce a Zagabria da genitori ebrei croati, Stjepan e Ivka (nata Singer) Deutsch. Il loro cognome era allora scritto anche Dajč. Suo padre era avvocato, e sua madre era una donna colta, attivamente impegnata nel gioco degli scacchi. Lea aveva anche un fratello, Saša. La famiglia Deutsch viveva a Zagabria in via Gundulićeva 39 in una casa a tre piani.

### Attrice bambina
Deutsch inizia a recitare all'HNK di Zagabria all'età di cinque anni, interpretando piccoli ruoli in produzioni professionali di Molière e Shakespeare. Il suo mentore e insegnante di danza era Rod Riffler, un insegnante di danza moderna e coreografo a Zagabria. In breve Lea diventa una tra le più celebri attrici bambine dell'epoca. Il pubblico fu così conquistato dal suo talento da chiamarla la "Shirley Temple croata". La fama di Lea giunse anche a Parigi e la famosa casa cinematografica parigina Pathé inviò una troupe a Zagabria per girare un breve documentario su di lei.

### Le leggi razziali
Nel 1941 il nuovo Stato Indipendente di Croazia, alleato al Terzo Reich, iniziò l'applicazione delle leggi razziali. Alla Deutsch fu impedito di lavorare, persino di entrare nel teatro dove si era esibita, e fu espulsa dalla scuola che frequentava. La compagna di scuola di Deutsch, Relja Bašić, ricorda:
"Sedeva immobile su una panchina di fronte al teatro in un piccolo cappotto a spina di pesce con una stella gialla di David sulle maniche, fissando per ore l'edificio in cui una volta era una stella, e ora non poteva nemmeno entrare nell'edificio."
Nel tentativo di salvarsi, la famiglia Deutsch si convertì al cattolicesimo nel giugno 1941. La decisione tuttavia non li mise al riparo dei provvedimenti razziali del Terzo Reich. Membri del teatro nazionale (come Tito Strozzi, Vika Podgorska, Hinko Nučić e Dušan Žanko) cercarono di intervenire per aiutare Lea Deutsch e la sua famiglia. Ogni tentativo della famiglia di unirsi ai partigiani o di emigrare tuttavia fallì.

### Arresto, deportazione e morte
Il 5 maggio 1943 Heinrich Himmler visitò Zagabria e concordò con le autorità locali Ante Pavelić la messa in atto della "soluzione finale" in Croazia. Nei giorni a venire, funzionari croati e tedeschi iniziarono ad arrestare gli ultimi ebrei cui era stato permesso di rimanere in città fino a quel momento.
Nel maggio del 1943, Deutsch, sua madre e suo fratello furono deportati ad Auschwitz. Le condizioni del trasporto in un carro bestiame, senza acqua né cibo, furono così dure che 25 dei 75 deportati morirono durante il viaggio. Lea Deutsch fu una delle vittime, il suo cuore era stato indebolito dalla difterite nella sua infanzia. Anche sua madre e suo fratello furono uccisi al loro arrivo ad Auschwitz. Il padre, Stjepan, riuscì a salvarsi, nascondendosi come un paziente che soffriva di tracoma oculare infetto nel reparto di un oculista, il dott. Vilko Panac, nell'ospedale delle Suore della Carità, a Zagabria. Quando Stjepan Deutsch morì nel 1959, si fece seppellire nella sezione ebraica del cimitero di Mirogoj, con la foto di Lea sulla sua lapide.

## La memoria
Nel 2003, le fu intitolata una scuola elementare ebraica a Zagabria.
Nel 2011 il regista croato Branko Ivanda ha realizzato un film Lea i Darija (Lea e Darija), basato sulla sua vicenda.